# 模特兒

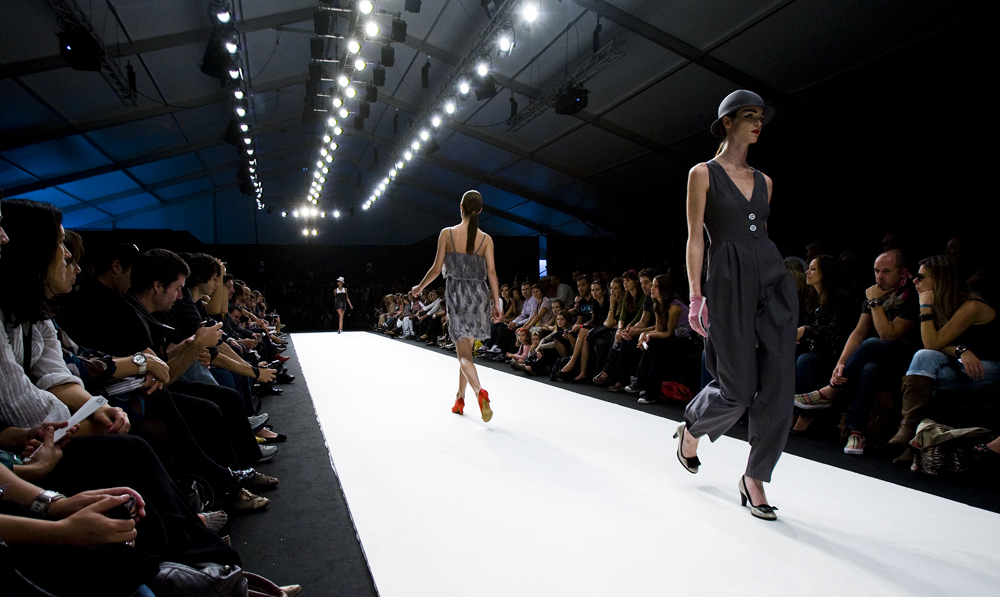
伸展台上走秀的模特儿

模特（法語：modèle），又称模特兒，是藝人的一種，主要指负责用自身形体的观赏效果帮助展示時尚、產品、藝術、廣告等媒體的人。

## 歷史
古代人們就有用人偶展示服飾，現代人將等身人形衣架也稱之爲模特，而小型的成爲洋娃娃。
历史上绘画，雕塑等艺术经常会寻找真人模特作为原型。如朱利奥·曼奇尼认为卡拉瓦乔曾对照妓女画圣母。文艺复兴和早期现代的偏好接近古希腊罗马，追求适度的“黄金比例”。
20世纪以后，随着時裝攝影和時裝表演的兴起。服装模特逐渐成为一种特定的职业，并产生了对瘦高的强烈偏好。20世纪60年代起，一些商业组织开始制定模特身材的标准。

## 分類

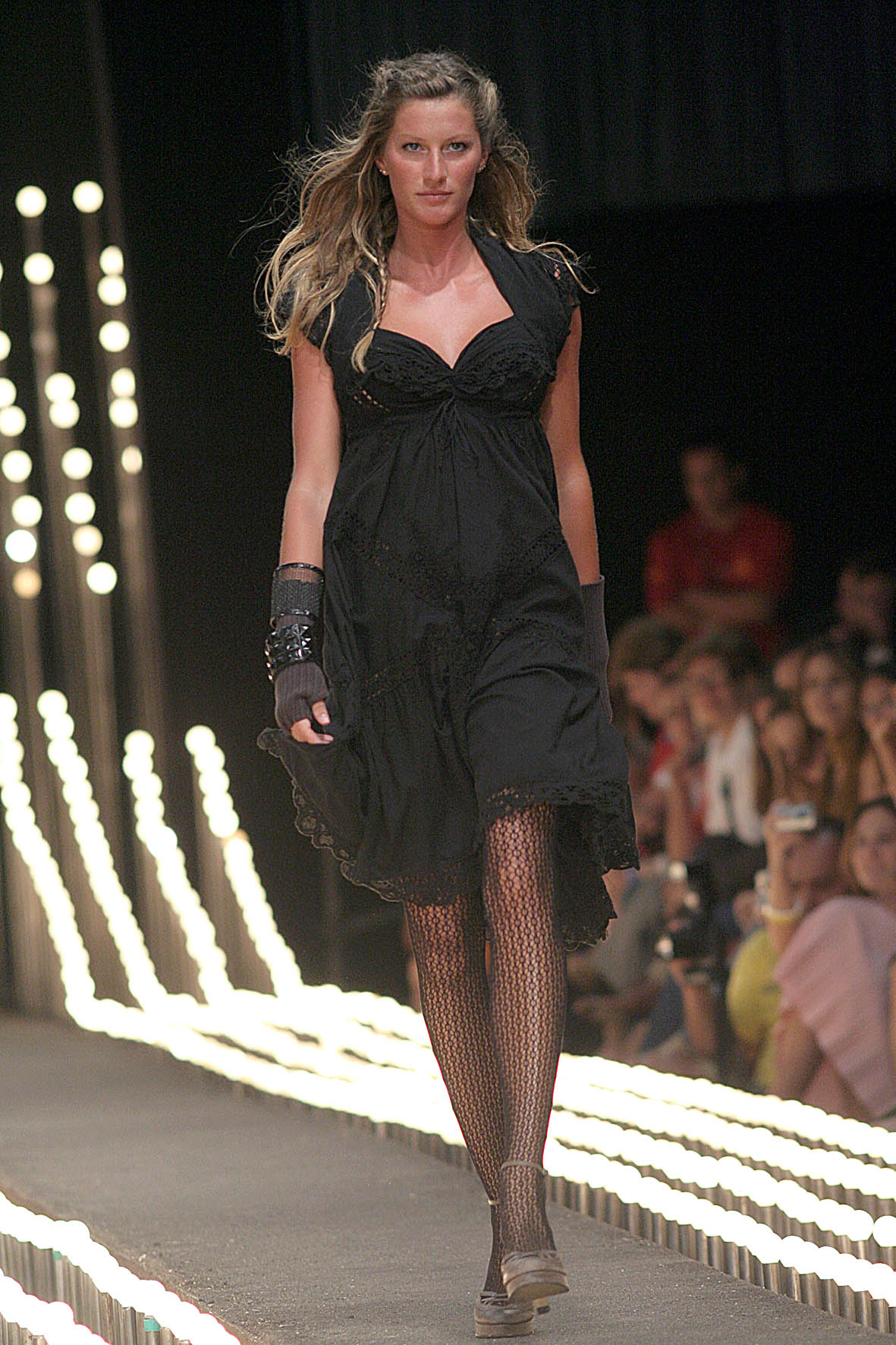
巴西超模吉賽兒·邦臣

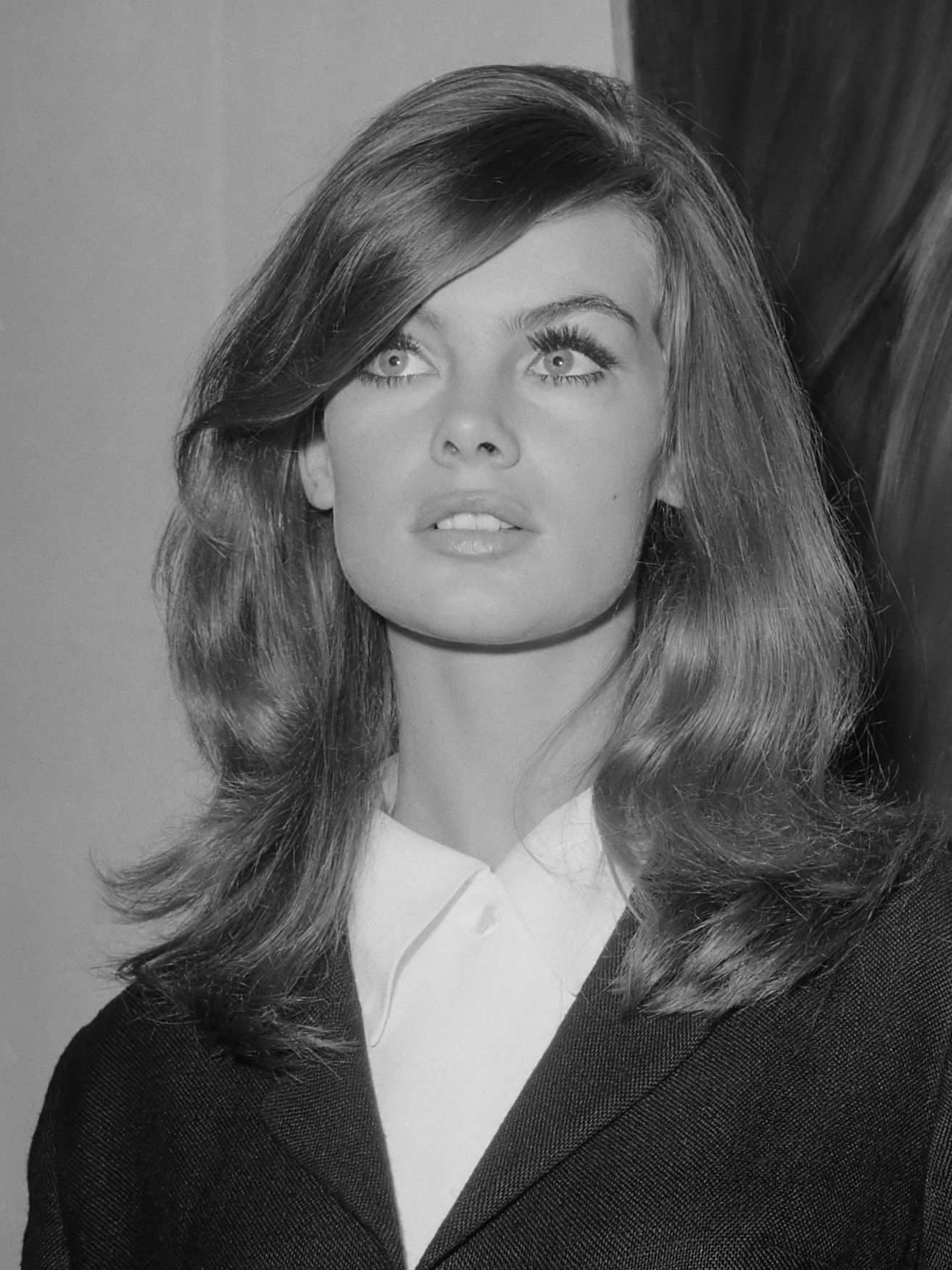
英國超模珍·诗琳普顿，1962年

模特兒根據不同表現方式分為多種類型（以下依層次來區分）。
- 超級模特：模特兒最高層級，主要伸展台模特兒和平面模特兒的工作量和知名度最高的模特兒的代名詞。
- 伸展台模特：也稱服裝模特，時裝模特，T台模特。模特身高、體態上的限制，美儀美姿都優於其他類型模特，通常伸展台（國際精品品牌走秀）模特除了伸展台也可以接平面或是其他的模特兒，所以訓練最嚴格，通常國際知名模特兒，或是知名演員（卡拉·迪樂芬妮、艾希頓·庫奇等等⋯⋯）都是從伸展台模特轉型的。
- 平面模特：指被攝影下來，以照片的方式呈現於海報、雜誌、宣傳單、郵購手冊上人，擔任雜誌封面的女性模特另有封面女郎的稱呼。
- 宣傳模特：在展示場中的模特則必須以活動的方式來呈現宣傳的物品。在汽車展示這類展示會場上的模特並不一定要有走秀的活動，這類的模特又稱作展場模特或是Show Girl（以女性模特兒為主）。
- 局部模特：指供畫家或藝術攝影師創作的模特，藝術家常以這類的模特來練習肌肉、肢體的描繪，因此這類的模特在肢體訓練上與展示的模特不同，體態的要求標準也不一樣（以女性模特為主）、甚至是手部、腿部、腳部等特定身體局部為主，也有些廠商或徵求局部模特[6]來拍廣告。
- 少女模特：又稱「幼模」或「嫩模」，較常見的活動為外拍，即為模特戶外景點拍攝。
- 網拍模特：專指提供相關產品試穿、試用給網路購物等網站使用，主要用來凸顯產品的特性。
- 內衣模特兒（日语：下着モデル）：是指穿内衣的模特。由于内衣模特需要大面积的暴露身体，因此对于模特身材、三围、皮肤要求比时装模特要求更苛刻，可以说内衣模特是身材最完美的模特。而且作为职业模特，要时刻保持应有的形象。
- 裸體模特：作為非色情的人體藝術用途。
- 兒童模特：又稱「童模」，以兒童為主角的模特兒，例如為童裝拍攝型錄或廣告。

## 爭議

### 健康

#### 過度瘦身
有些模特走火入魔、疯狂瘦身，使自己瘦成竹竿體型；或者通过疯狂吸烟甚至吸毒来抑制食欲及提神醒脑。常常有模特罹患厭食症、抑郁症甚至死亡。例如：
- 2006年8月，22歲南美洲模特兒路易塞尔·拉莫斯三個月內只吃蔬菜和低熱量可樂，最後死於營養失調及心臟病。
- 2006年11月14日，骨瘦如柴的21歲巴西模特兒安娜·卡蘿莉娜·雷斯顿死於神經性厭食症、腎功能不全症及敗血症；依據法新社報導，她的BMI是13.2，遠低於正常的最低BMI18.5。
- 2007年2月13日，露伊塞爾·拉莫斯的模特兒妹妹埃利亚娜·拉莫斯死於營養失調，只有18歲。
- 2006年9月，西班牙馬德里時裝周試圖矯正這個病態，主辦單位西班牙時裝設計師協會宣布BMI低於18.5的模特兒不能登台走秀；此舉首開國際時尚秀先河，同時也引起國際時尚界的熱烈討論。之後，義大利青年及體育部部長梅藍德里宣布，模特兒在義大利登台前須提出健康證明；巴西、阿根廷、法國也陸續響應。
- 2018年，曾年紀輕輕就已踏入米蘭時裝周的丽莎·戈尔登-博杰瓦尼，為了減肥開始了每日只攝取500卡路里的減肥行動，餐單是每天20顆蒸毛豆；進行一段時間後，決定在紐約時裝周前重新調整飲食習慣。尽管其體重沒有太大改變，但臀圍卻增加了1寸，因此招致各界关于其身材的批評[7]。

#### 其它健康问题
模特们长时间穿著高跟鞋以及频繁化妝，會損害腰椎關節和皮膚等。